# Surenlor
Surenlor is een bestuurslaag in het regentschap Trenggalek van de provincie Oost-Java, Indonesië. Surenlor telt 2811 inwoners (volkstelling 2010).